# Tappeto annodato
Un tappeto annodato è un tappeto contenente superfici rialzate, create dalle estremità tagliate di nodi inseriti tra ordito e trama. Il nodo Ghiordes o  nodo turco e il nodo Senneh o persiano, tipici del tappeto turco e del tappeto persiano, sono i due nodi principali. Un tappeto piatto o arazzo, è un kilim. Un tappeto con pelo è influenzato dalla larghezza e dal numero di orditi e trame, dall'altezza del pelo e dalla densità dei nodi per area della superficie.
"I fili delle trame strutturali si alternano con la trama supplementare che sale dalla superficie della trama ad angolo perpendicolare: questa trama supplementare è legata all'ordito da uno dei tre nodi ... per formare il pelo del tappeto." I nodi sono legati in file, uno per ogni coppia di fili di ordito, che possono quindi essere spinti verso il basso per rendere il tappeto più solido: "i fili intrecciati di ordito e trama formano il fondamento del tappeto, e il disegno deriva dalle file di nodi". "Nel tessuto annodato ... la disposizione delle file di trama è la considerazione dominante".
Diagonale o deviato ha nodi che, nelle file successive, occupano coppie di orditi alternate. Questa funzione consente di passare da un mezzo nodo al successivo e crea linee diagonali con angoli diversi. A volte si trova nei tappeti curdi o turkmeni, in particolare negli Yomuds per lo più legato simmetricamente.

## Ghiordes

Nodo Ghiordes, nel laboratorio di restauro del mobiliare nazionale di Francia, a Parigi

Il nodo Ghiordes (in turco: Gördes düğümü) o nodo turco è uno dei due nodi più usati nella lavorazione dei tappeti annodati. Nel nodo di Ghiordes, il filo colorato della trama passa sopra i due fili di ordito, e viene tirato e quindi tagliato per formare il pelo. Il nodo turco ha una struttura simmetrica ed è utilizzato nei più antichi tappeti sopravvissuti, nei frammenti trovati nei tumuli  Pazyryk (kurgan), nei monti Altaj dell'Asia centrale. Il nodo simmetrico viene utilizzato anche nei tessuti turchiawork del primo periodo moderno.
Per legare un nodo simmetrico, il filo viene passato tra due orditi adiacenti, riportato sotto uno, avvolto attorno ad entrambi formando un colletto, quindi tirato attraverso il centro in modo che entrambe le estremità emergano tra gli orditi. The Turkish knot uses two warps.

## Senneh
I tappeti persiani vengono principalmente intrecciati con due diversi nodi: il nodo simmetrico turco o "Giordes", usato anche in Turchia, nel Caucaso, nel Turkmenistan orientale e in alcune zone turche e curde dell'Iran, e il "persiano" asimmetrico, o nodo Senneh, usato anche in India, Turchia, Pakistan, Cina ed Egitto. Il termine "nodo Senneh" è in qualche modo fuorviante, poiché, nella città di Senneh, i tappeti sono tessuti con nodi simmetrici.
Il nodo asimmetrico è legato avvolgendo il filo attorno a un solo ordito, quindi viene passato dietro l'ordito adiacente in modo da dividere le due estremità del filo. Il nodo persiano può aprirsi sia a sinistra che a destra. The Persian knot may be considered as using two warps, or only warp.
Il nodo asimmetrico consente all'artista di produrre disegni più fluidi e spesso curvilinei, mentre i disegni più audaci e rettilinei possono utilizzare il nodo simmetrico. Come esemplificato dai tappeti Senneh con i loro elaborati disegni intrecciati con nodi asimmetrici, la qualità del disegno dipende più dalle capacità del tessitore, che dal tipo di nodo utilizzato.

## Jufti
Un altro nodo usato frequentemente nei tappeti persiani è il nodo Jufti, che è legato attorno a quattro orditi invece che due. Un tappeto utile può essere realizzato con nodi jufti, usati talvolta in grandi aree monocolore di un tappeto, per esempio sullo sfondo, per risparmiare materiale. Tuttavia, poiché i tappeti tessuti interamente o parzialmente con il nodo jufti necessitano solo la metà della quantità di filo di lana rispetto ai tappeti tradizionali, il loro pelo è meno resistente all'usura e questi tappeti non durano a lungo.

## Altri nodi
Un'altra variante di nodo è conosciuta dai primi tappeti spagnoli. Il nodo spagnolo o nodo a singolo ordito è legato ad un solo ordito. Alcuni dei frammenti di tappeto trovati da A. Stein a Turfan sembrano essere intrecciati con un singolo nodo. I tessuti a nodo singolo sono anche noti dai tappeti egiziani e copti.

## Galleria d'immagini

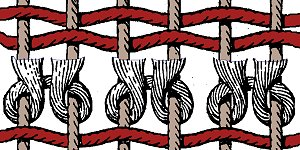
Nodo (simmetrico) turco
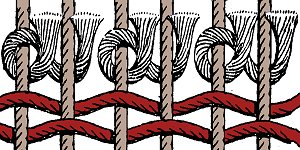
Nodo (asimmetrico) persiano, aperto a destra
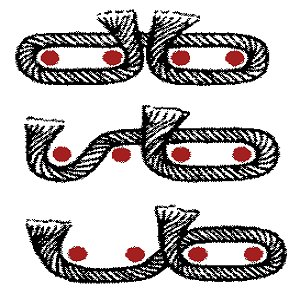
Varianti del nodo Jufti intrecciato intorno a quattro orditi
Nodo spagnolo o a singolo ordito
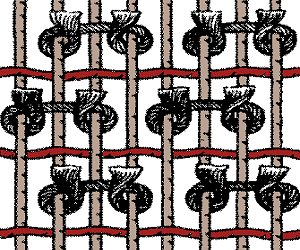
Nodo diagonale o deviato
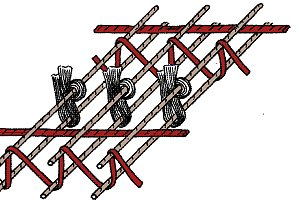
Tessitura con un avvallamento depresso
Lavorazione di un nodo asimmetrico, aperto a destra, con un gancio per maglieria simile al tipo Tabriz
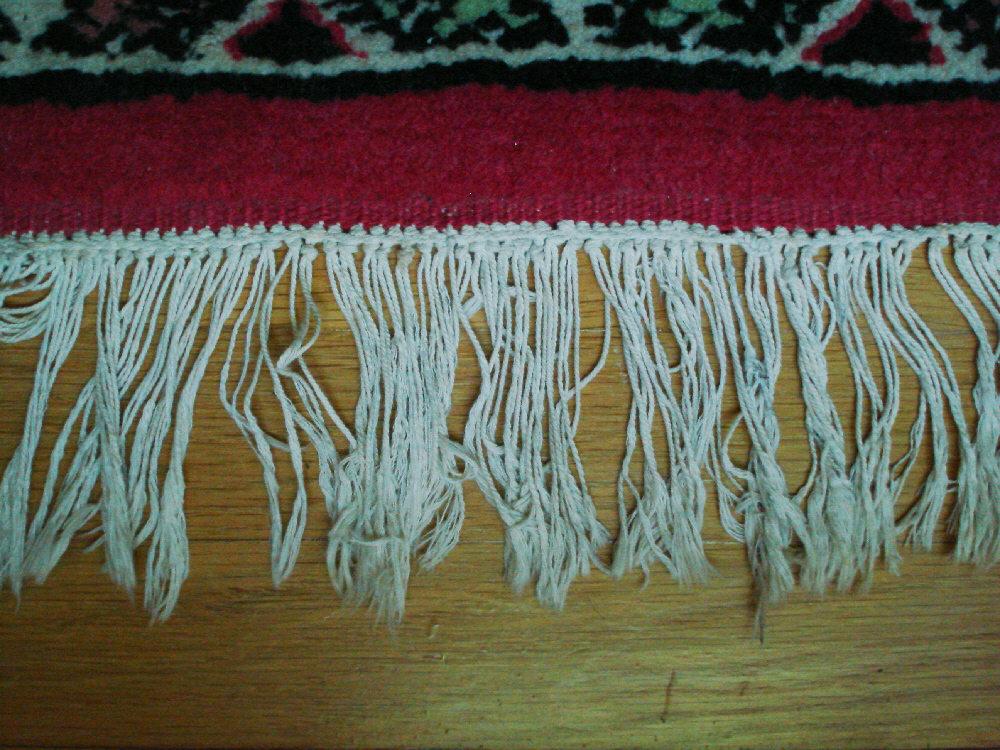
Testa di Kilim e frange